# Bahn (Verkehr)
Bahnen sind spurgebundene Verkehrs- beziehungsweise Transportmittel des Verkehrswesens und ein wichtiger Bestandteil der Verkehrsinfrastruktur.
Das Wort „Bahn“ wird umgangssprachlich oft als Verkürzung für Eisenbahn oder Straßenbahn benutzt. Bahnen jeder Art sind in der Fahrzeugtechnik Fahrzeuge, die ausschließlich spurgebunden sind und deren Fahrtrichtung einer technisch vorgegebenen Fahrspur mittels Gleis, Kabel, Magnetfeld, Oberleitung oder Stahlseil folgt. Sie sind spurgebunden, indem sie auf oder unter einer oder zwei Leitschienen (Ein- und Zweischienenbahn, Standseilbahn, Hängebahn) verkehren, über oder unter einem Magnetfeld (Magnetschwebebahn) schweben, auf gespannten Stahlseilen (Luftseilbahn) rollen oder einer Oberleitung (Gleislose Bahn) folgen. Fast alle auf Leitschienen fahrenden Fahrzeuge haben Stahlräder mit Spurkränzen bzw. je einem Spurkranz, wenn sie auf zwei Schienen fahren. Vereinzelt fahren Bahnen mit gummibereiften Rädern auf Beton-Fahrspuren, wie auf einigen Linien der Métro Paris, bei anderen Métros in Frankreich, der Linie M2 der Métro Lausanne, der Metro Montreal und dem Flughafen-Shuttle in Frankfurt. Deren Schienen sind wie Leitplanken angeordnet, auf denen ebenfalls gummibereifte Räder zur Spurhaltung rollen.
Die meisten Bahnen dienen dem Erbringen von Verkehrsleistungen, es gibt allerdings auch Bahnen, die dem Spiel bzw. dem Freizeitvergnügen dienen (beispielsweise Fahrgeschäfte wie Achterbahnen und Geisterbahnen).
Die meisten spurgebundenen Bahnen sind die Schienenbahnen, die das Rad-Schiene-System nutzen. Sie werden auch als Schienenverkehrssysteme bezeichnet, die Fahrzeuge als Schienenfahrzeuge. Diese haben entweder einen eigenen Fahrantrieb (Triebwagen) oder werden von einer Lokomotive gezogen oder geschoben. Seltenere Spezialfälle mechanisch geführter Systeme sind Hängebahnen sowie Systeme, bei denen die Fahrzeuge keinen eigenen Antrieb haben, sondern von einem ortsfesten Motor bewegt werden, beispielsweise Seilbahnen. Magnetisch geführt sind z. B. Magnetschwebebahnen. Für den Betrieb von Schienenbahnen gelten in Deutschland vorrangig folgende Rechtsnormen: Eisenbahn-Bau- und Betriebsordnung (EBO), Eisenbahn-Bau- und Betriebsordnung für Schmalspurbahnen (ESBO) und die Verordnung über den Bau und Betrieb von Straßenbahnen (BOStrab).

## Übersicht
Es gibt spurgebundene und nicht spurgebundene Fahrzeuge. Spurgebundene Fahrzeuge weisen weniger Aufwand für die Spurführung auf, sind dafür aber inflexibler in der Streckenführung. Im Hinblick auf die Art der Spurbindung lassen sich folgende Fahrzeuge unterscheiden:
| Spurbindung                                      | Transportmittel                                                                                                  |
| ------------------------------------------------ | --- |
| Gleis unter dem Fahrzeug Gleis über dem Fahrzeug | Schienenfahrzeuge: Bergbahn, Eisenbahn, Luftkissenschwebebahn, Schienenbus, Straßenbahn, Standseilbahn Hängebahn |
| Kabel Kabel und Gleis                            | Gondoletta, Kabelfähre, Luftseilbahn, Schlittenseilbahn, Seilbahn, Treidelbahn Kabelstraßenbahn                  |
| Magnetfeld                                       | Magnetschwebebahn                                                                                                |
| Oberleitung                                      | Oberleitungsbus, Oberleitungslastkraftwagen                                                                      |
| Stahlseil                                        | Luftseilbahn, Seilbahn, Sessellift, Skilift                                                                      |
| Gravitation                                      | Umlaufbahn: Objekte wie Himmelskörper, aber auch Raumfahrzeuge und Satelliten                                    |

Die weitaus meisten spurgebundenen Fahrzeugarten sind schienengebunden.
In modernen Verkehrsinfrastrukturen werden sämtliche Verkehrsströme durch Straßen, Wasserstraßen (Flüsse, Kanäle, Seewege) oder Luftstraßen ebenfalls durch „Fahrspuren“ gelenkt, doch kann sich hier der Fahrzeugführer meist für spontane Richtungsänderungen entscheiden. Bei Seewegen und Luftstraßen besteht die größte Freiheit in der Wahl der Fahrtrichtung im Hinblick auf das Reiseziel.

## Eisenbahnen

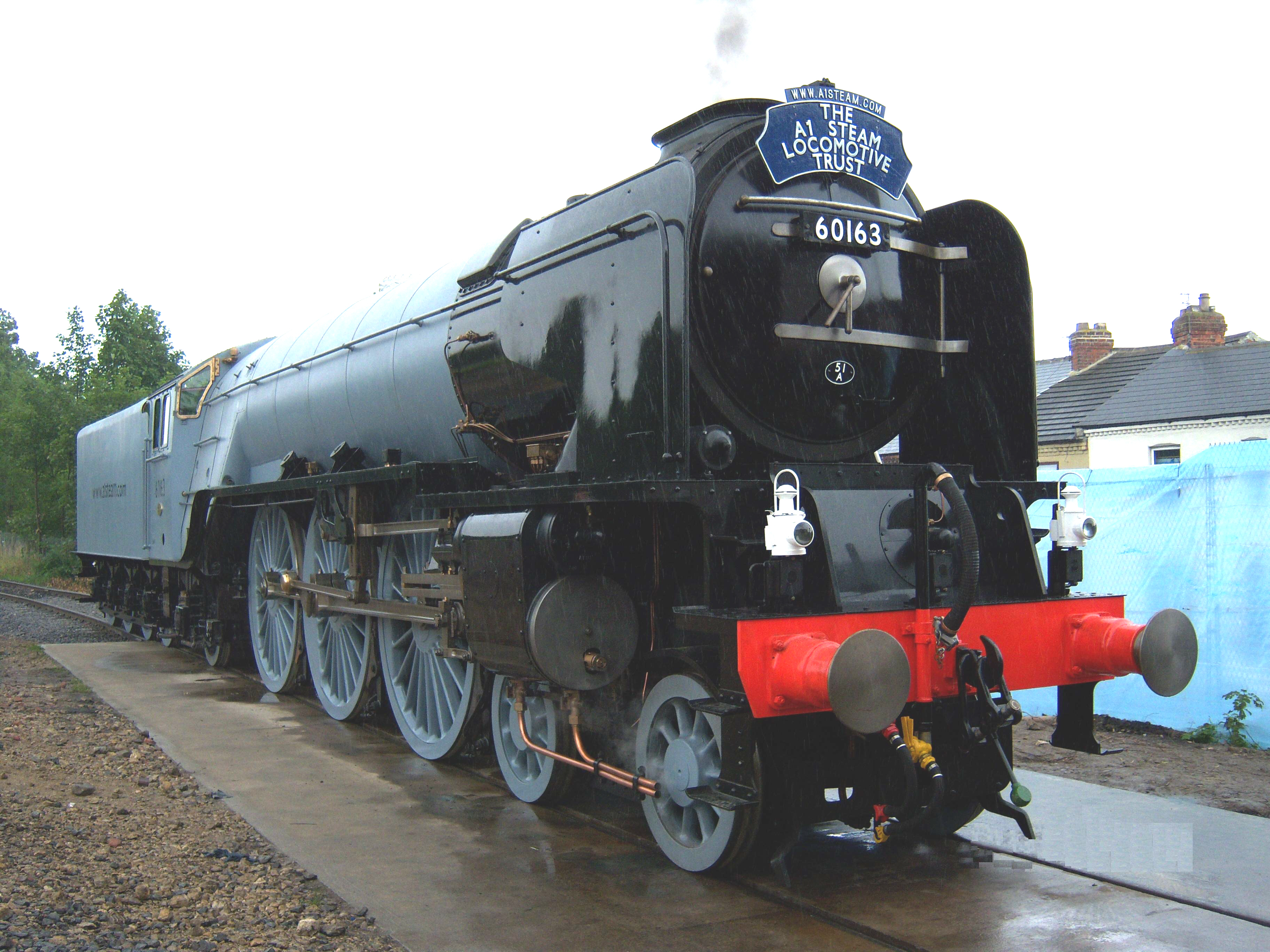
Dampflokomotive des Typs A1 der britischen LNER

Am weitesten verbreitet sind auf zwei Stahlschienen geführte Eisenbahnen. Sie dienen dem öffentlichen Personen-Nah- und Fernverkehr und/oder dem Güterverkehr. Sie werden nach ihrer Bedeutung und den technischen Gegebenheiten in Haupt- und Nebenbahnen unterschieden. Eisenbahnen werden hauptsächlich von staatlichen, aber auch von privaten Eisenbahnverkehrsunternehmen betrieben. Für den Güterverkehr gibt es darüber hinaus Eisenbahnen des nichtöffentlichen Verkehrs (Werksbahnen): Anschlussbahnen verbinden einen Betrieb mit dem öffentlichen Eisenbahnnetz, während Gruben- und Feldbahnen dem innerbetrieblichen Verkehr dienen.

Karte des Weltbahnnetzes

Nach ihrer Spurweite unterscheidet man Normalspur- (1435 mm), Schmalspur- (z. B. Meterspur mit 1000 mm) und Breitspurbahnen (in Spanien, Portugal, Finnland, Russland, Belarus, Mongolei und Ukraine). Die Personenzüge unterscheidet man nach Beförderungsentfernung und -dauer in Fern- und Nahverkehrszüge.
Wesentlich ist zur Definition einer „Eisenbahn“ in Deutschland auch die rechtliche Abgrenzung zu anderen Schienenbahnen, vor allem den Straßen-, Stadt- und U-Bahnen, aus denen sich jeweils unterschiedliche Rechtsvorschriften für den Betrieb ergeben:
- Für Eisenbahnen gelten in Deutschland das Allgemeine Eisenbahngesetz (AEG), die Verordnung über die Interoperabilität des transeuropäischen Eisenbahnsystems (TEIV) und die Eisenbahn-Bau- und Betriebsordnung (EBO) sowie das Gesetz zur Neuordnung des Eisenbahnwesens in Deutschland (EneuOG). Hierzu zählen i. d. R. auch die S-Bahnen.
- Straßenbahnen einschließlich Stadt- und U-Bahnen werden in Deutschland nach Personenbeförderungsgesetz (PBefG) und Verordnung über den Bau und Betrieb von Straßenbahnen (BOStrab) betrieben.

### Fernverkehrsbahnen
Fernverkehrszüge halten nur an stark frequentierten großen Bahnhöfen und verbinden große Städte. In Deutschland sind dies Intercity (IC), Eurocity (EC) und außerdem die Hochgeschwindigkeitszüge wie ICE und TGV. Des Weiteren sind dies private Fernverkehrszüge wie z. B. Flixtrain, einziger privater Wettbewerber der Deutschen Bahn beim Betrieb von Fernzügen in Deutschland, sowie ehemals der Interconnex, der Hamburg-Köln-Express, der Harz-Berlin-Express und der Vogtland-Express.

### Nahverkehrsbahnen

#### Regionalverkehrsbahnen

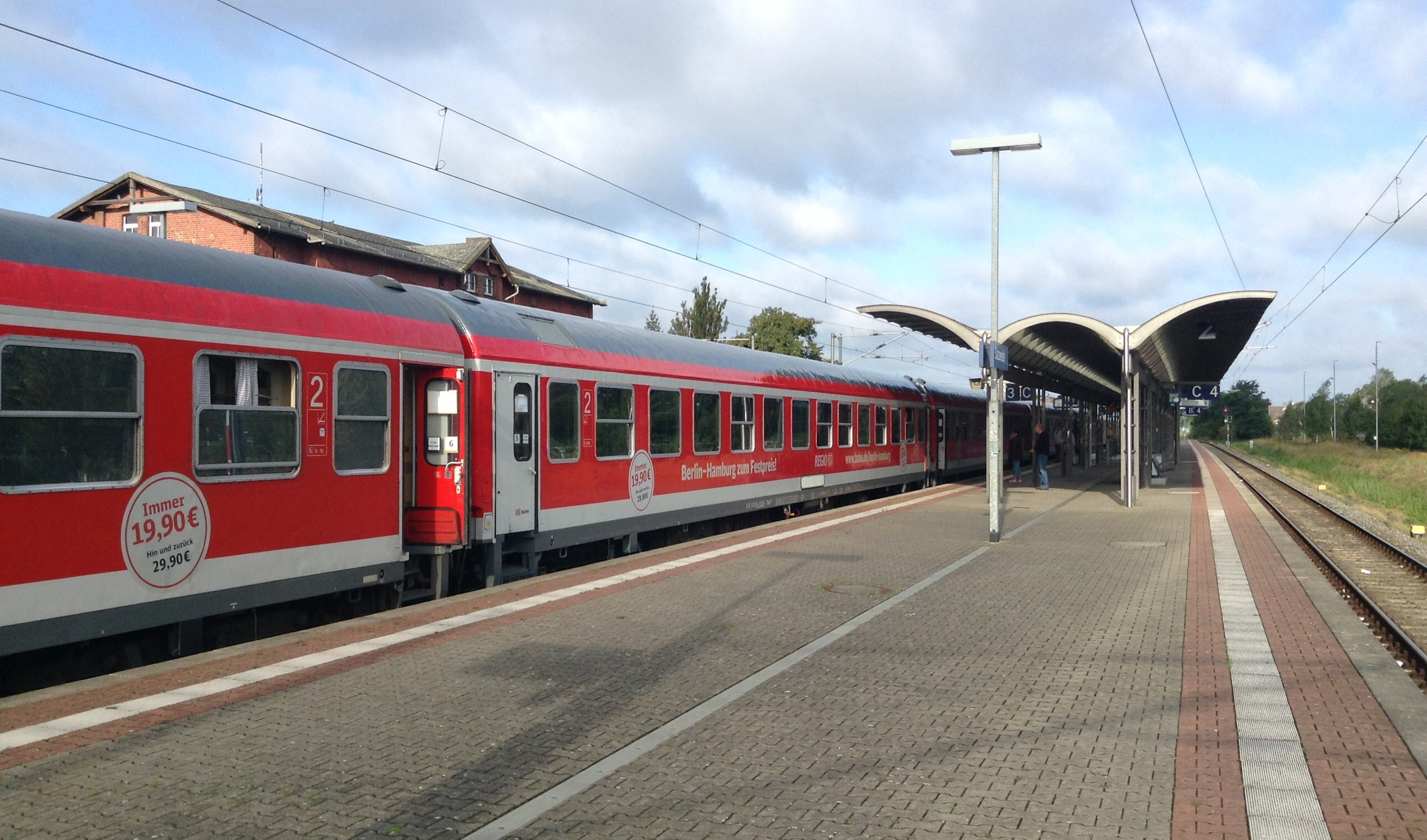
Interregio-Express Berlin–Hamburg in Salzwedel

Der Regionalverkehr erschließt die Region. Die Regionalbahn-Züge (RB) halten außerhalb des S-Bahn-Netzes an jeder Station, die Regional-Express-Züge (RE) halten nur an stark frequentierten Bahnhöfen.
Der Interregio-Express (IRE) hält nur an ausgewählten Stationen und wird teilweise vom SPNV-Aufgabenträger bestellt (zum Beispiel Baden-Württemberg), teilweise hingegen eigenwirtschaftlich betrieben (zum Beispiel auf der Strecke Berlin – Hamburg). Vergleichbar damit sind überregionale Verbindungen privater Eisenbahnverkehrsunternehmen, wie beispielsweise der Hamburg-Köln-Express, der ebenfalls als Nahverkehrszug verkehrt.

#### S-Bahnen

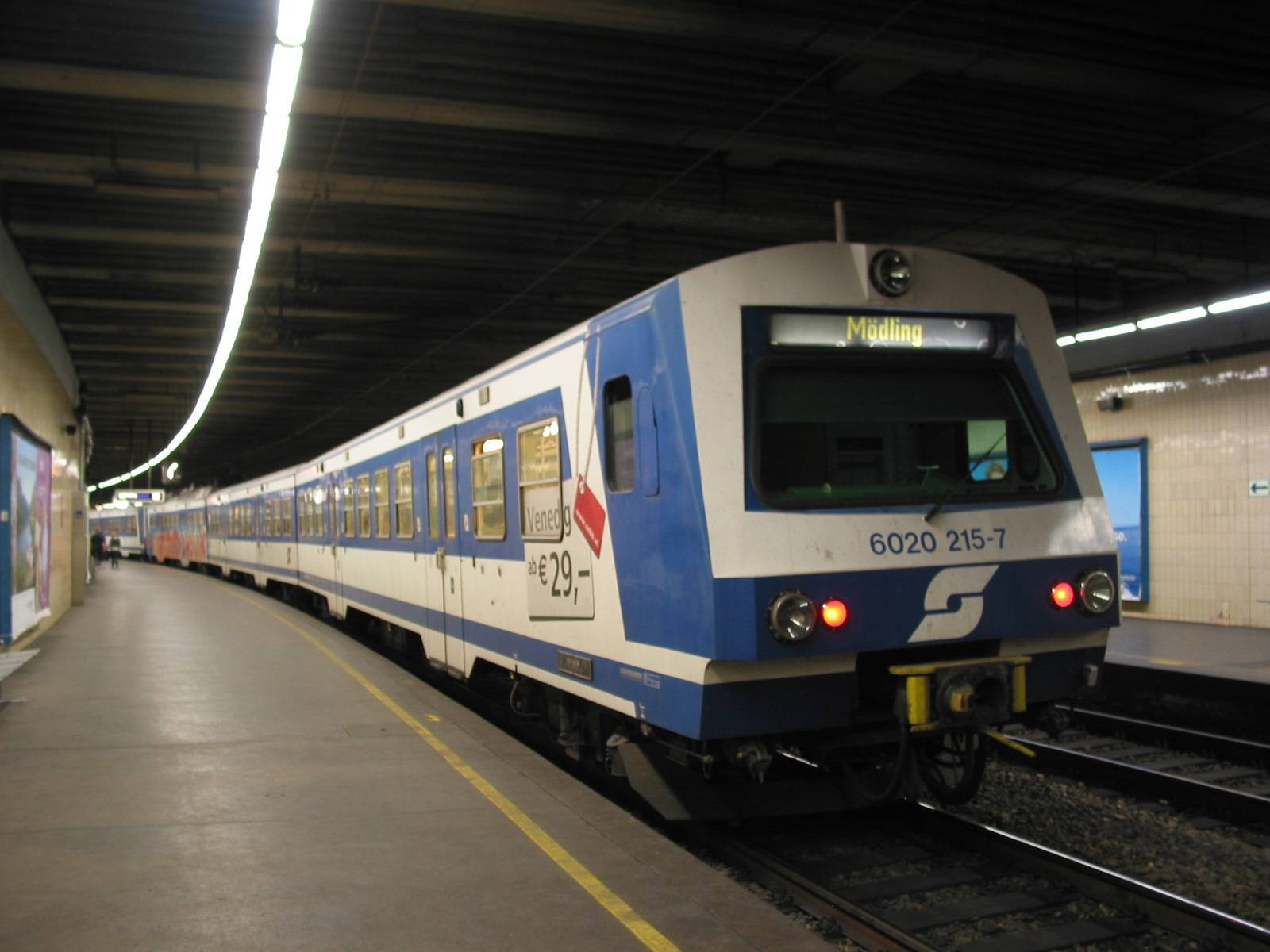
Zug der Wiener S-Bahn am ehemaligen Südbahnhof

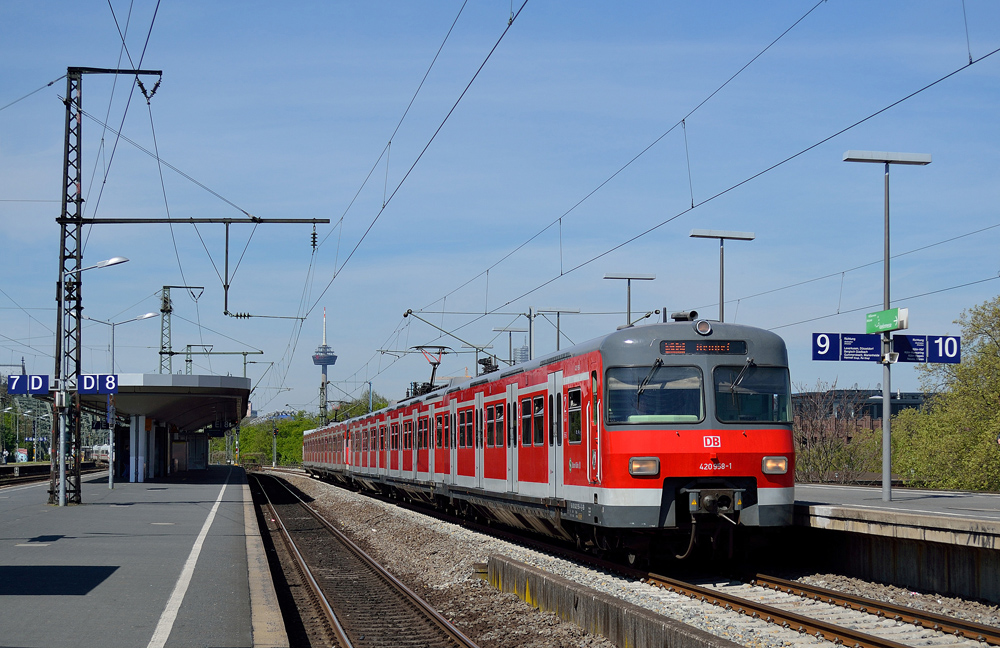
Ein Triebwagen der Baureihe 420 der S-Bahn Köln als S12 im Bahnhof Köln Messe/Deutz (Mai 2016).

Die Stadtschnellbahn, kurz S-Bahn genannt, dient dem Personennahverkehr in Großstadtregionen und verkehrt in der Regel im dichten festen Takt auf eigenen Gleisen neben den Hauptbahnen oder im Tunnel durch das Stadtzentrum. Außerhalb des Kernnetzes fahren sie im gemischten Verkehr mit den Regional-, Fern- und Güterverkehr. Berlin und Hamburg haben separate S-Bahn-Netze, in denen die Stromversorgung über seitliche Stromschienen mit Gleichstrom (800 V bzw. 1200 V) hergestellt wird. Die Hamburger S-Bahn-Züge nach Stade über Buxtehude sind Zweisystem-Triebzüge, die außerhalb des Gleichstromnetzes mit Bahnstrom 15 kV, 16,7 Hz aus der Oberleitung versorgt werden.
In allen anderen Stadtregionen wie München, Stuttgart, Frankfurt, Köln-Düsseldorf-Ruhrgebiet, Hannover, Nürnberg, Dresden und Mitteldeutschland fahren die S-Bahn-Züge auf den Kernstrecken auf eigenem Gleiskörper, ansonsten mit den Regional- und Fernzügen zusammen und erhalten den Wechselstrom (Bahnstrom 15 kV, 16,7 Hz) aus der Oberleitung.
Rechtlich gelten die S-Bahnen als klassische Eisenbahnen.

### Bergbahnen
Bergbahnen befördern Personen – meist Touristen – oder Güter vom Tal auf einen Berg oder umgekehrt. Sie benutzen als
Zahnradbahnen oder Seilbahnen vom normalen Eisenbahnnetz getrennte Strecken. Seilbahnen können entweder als Standseilbahnen auf der Erdoberfläche oder als Luftseilbahnen verkehren. Die Zahnradbahn überträgt ihre Antriebskraft mit einem Zahnrad auf die Schiene. Bei der Fell-Lokomotive wird die Antriebskraft durch eigene Reibräder mit erhöhtem Anpressdruck auf eine Mittelschiene übertragen.
Andere Eisenbahnen – auch Zahnradbahnen –, die im Gebirge verkehren, werden als Gebirgsbahnen bezeichnet. Bei ihnen handelt es sich um Haupt- oder Nebenbahnen, die Teil eines größeren Bahnsystems sind.

## Andere Nahverkehrsbahnen
Schienenbahnen des Nahverkehrs, die nicht zu den Eisenbahnen zählen:

### Straßenbahnen

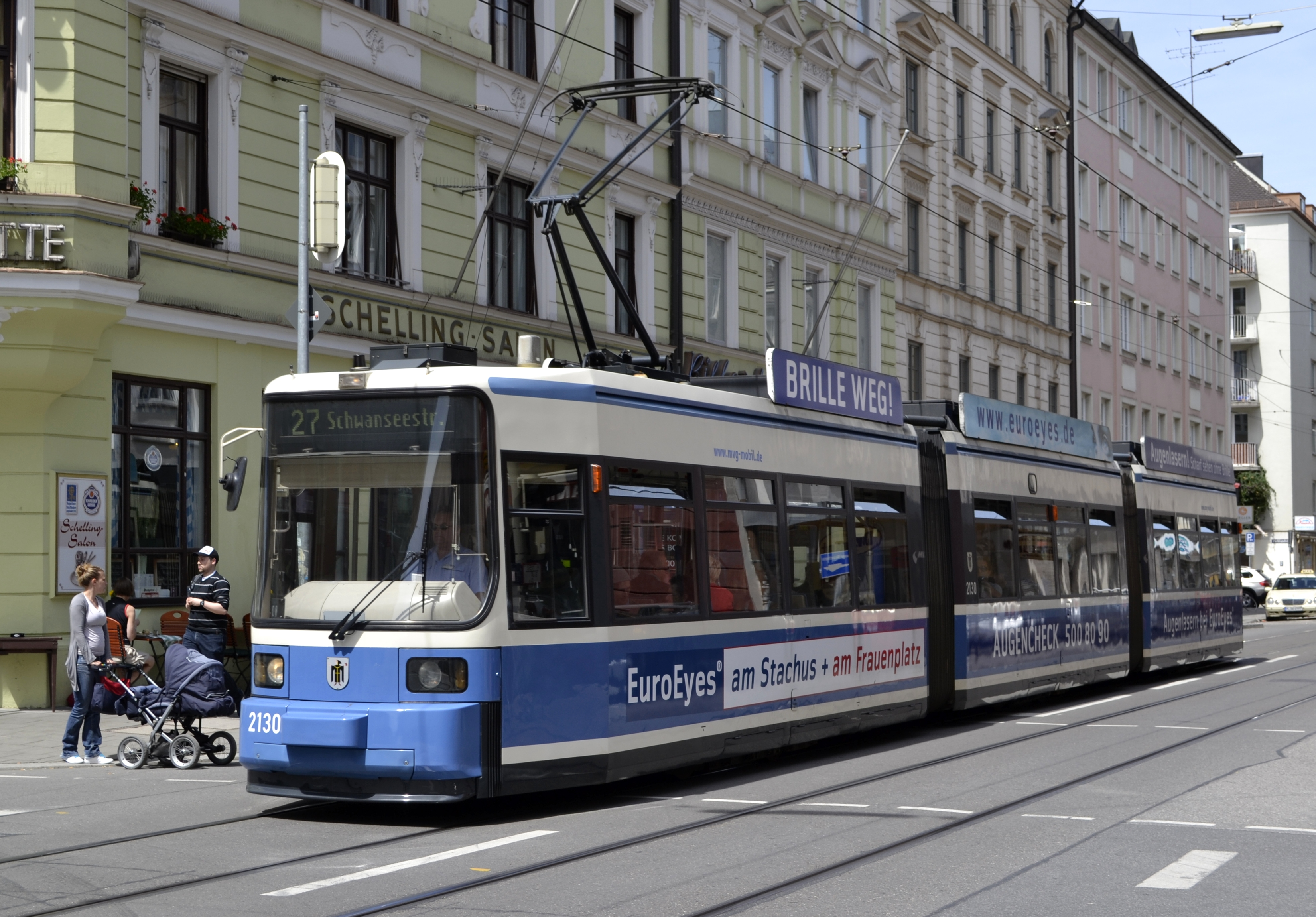
Straßenbahn München

Straßenbahnen sind öffentliche Schienenbahnen, die weder zu den Haupt- und Nebenbahnen noch zu den Bergbahnen zählen. Sie dienen dem Nahverkehr, vor allem in großen Städten, und werden in der Regel von kommunalen oder privaten Unternehmen betrieben. Fast alle Straßenbahnen werden heute elektrisch betrieben. Im 19. Jahrhundert gab es zahlreiche Pferde- und Dampfstraßenbahnen. Klassische Straßenbahnwagen fahren auf der Fahrbahn oder auf einem besonderen Bahnkörper im Straßenbereich. Straßenbahnfahrer fahren zumeist auf Sicht, daher müssen die Fahrzeuge über sehr wirksame Bremsen verfügen. Auf eigenen Bahnkörpern, auf denen höhere Geschwindigkeiten zugelassen sein können, oder in Tunnelstrecken kommen Signalsysteme zum Einsatz.
In Deutschland gilt für Straßenbahnen in Abgrenzung zum Eisenbahnbetrieb die Verordnung über den Bau und Betrieb von Straßenbahnen (BOStrab).
Kabelbahnen sind Straßenbahnen, die von einem ortsfesten Antrieb an einem Kabel gezogen werden, beispielsweise die Cable cars in San Francisco. Technisch sind sie eine spezielle Art der Standseilbahnen.

### Stadtbahnen

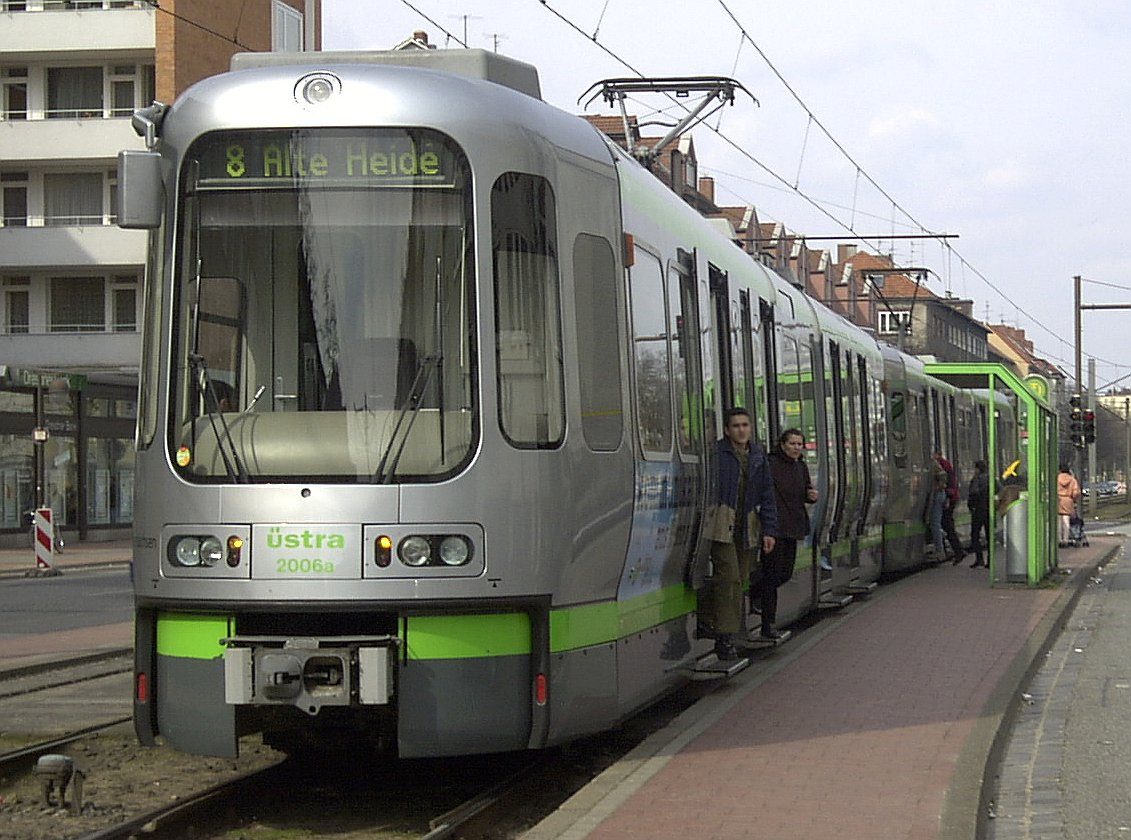
Stadtbahn Hannover

Stadtbahnen (auch Light Rail, frz.: Métro léger, Pré-Metro (Metro-Vorlaufbetrieb), niederl.: Sneltram) nennt man ausgebaute Straßenbahnen, deren Netz großteils vom Straßenverkehr unabhängig ist und meist einen besonderen Bahnkörper haben. In der Innenstadt verlaufen sie teilweise im Tunnel. Die Netze sind oft mit dem Logo der U-Bahn (z. B. in Stuttgart und Hannover), in Karlsruhe der S-Bahn versehen. In einigen Städten weisen nur die unterirdischen Stationen das U-Bahn-Logo auf (Köln). Auch die Stadtbahnen unterliegen der BOStrab.
Von Regionalstadtbahnen (auch RegioTram, Tram-Train, engl.: Light Rail) ist die Rede, wenn Stadtbahnen auf Haupt- oder Nebenbahnen der Eisenbahn übergehen (z. B. Stadtbahn Karlsruhe, RegioTram Kassel, Saarbahn); solche Bahnen sind rechtlich Zwitter.

### U-Bahnen

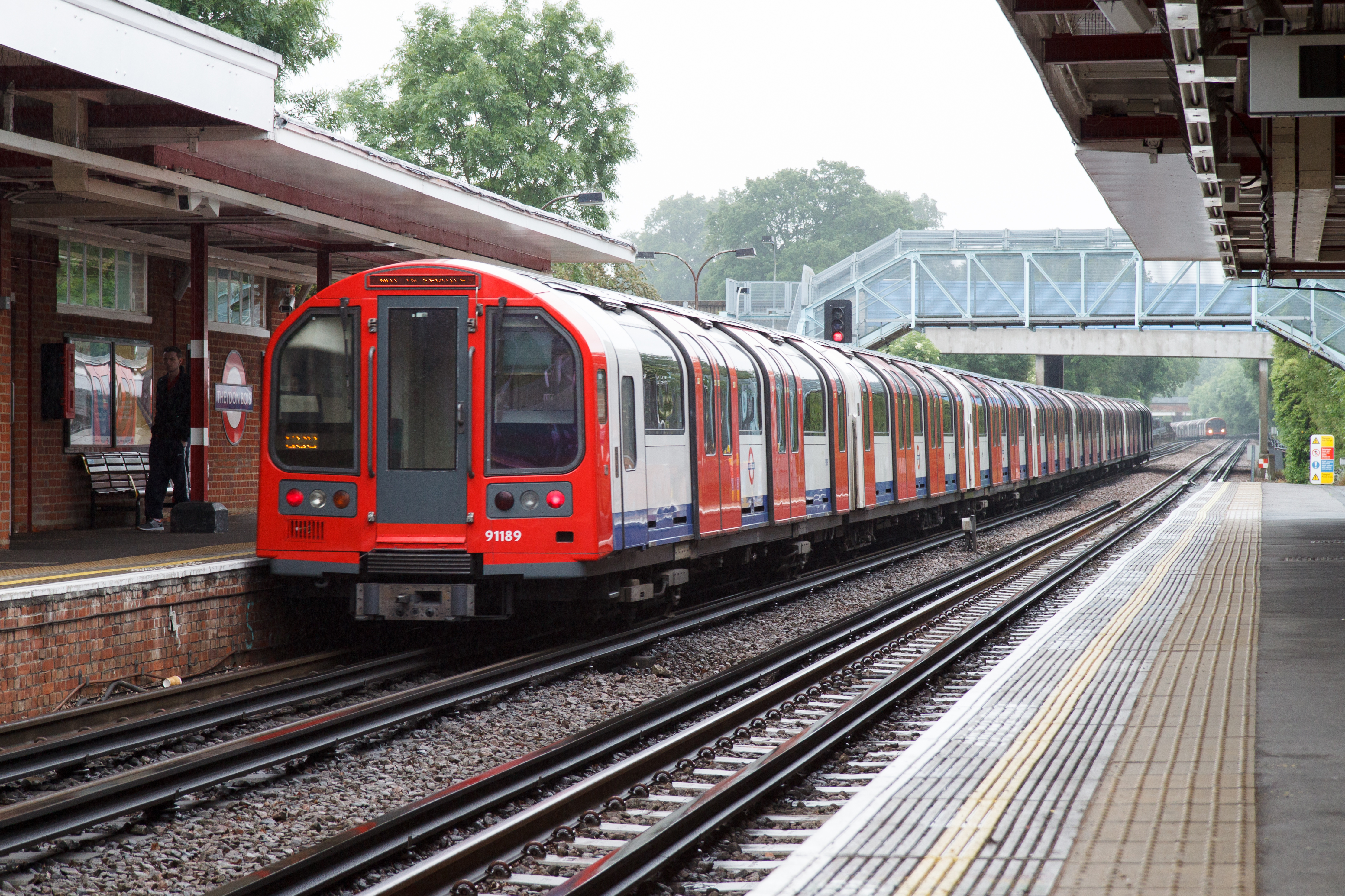
U-Bahn London

Untergrundbahnen (Metros) dienen dem Personennahverkehr in Großstädten, werden elektrisch mit Gleichstrom (meist aus Stromschienen) betrieben und weisen ausschließlich unabhängige Bahnkörper auf, oft in Tunneln, auch auf Dämmen oder Viadukten als Hochbahn, im Einschnitt oder ebenerdig. Der U-Bahn-Betrieb ist durch Signalsysteme gesichert. Da sie i. d. R. keine höhengleichen Kreuzungen mit Straßen aufweisen, sind sie vom Straßenverkehr unabhängig, zählen aber rechtlich dennoch zu den Straßenbahnen. Sie werden in der Regel von Verkehrsunternehmen betrieben, die sich (noch) in kommunalem Besitz befinden. Reine U-Bahnen in Deutschland haben Berlin, Hamburg (direkt angeschlossen die auch von der Hamburger Hochbahn mit betriebene U-Bahn Norderstedt), München und Nürnberg. Darüber hinaus gibt es U-Bahn-artig ausgebaute Stadtbahnlinien (U4 Stadtbahn Frankfurt (bis 2009), U18 Stadtbahn Essen).
Rechtlich zählt in Deutschland die U-Bahn in Abgrenzung zum Eisenbahnbetrieb zu den Straßenbahnen. Hier gilt die BOStrab.

### Einschienenbahnen
Einschienenbahnen dienen (meist) ebenfalls dem öffentlichen Personenverkehr, deren Fahrzeuge fahren auf oder unter einem einzelnen schmalen Fahrweg.
Bei den Hängebahnen befindet sich das Fahrzeug unter einer Tragschiene. Die berühmte, 13 Kilometer lange Wuppertaler Schwebebahn verläuft großteils über dem Fluss Wupper und wurde 1901 in Betrieb genommen. Jünger sind die H-Bahn in Dortmund und der Sky-Train in Düsseldorf, bei denen es sich um automatische, fahrerlose Systeme handelt.
Bei Sattelbahnen befindet sich das Fahrzeug oberhalb des Fahrwegs. Das Fahrzeug umfasst hierbei den Tragkörper. Zu ihnen gehören die Alwegbahn sowie Magnetschwebebahnen wie der Transrapid.

## Sonstige Bahnen
Auf Schienen fahren auch Fahrzeuge einiger Fahrgeschäfte auf Jahrmärkten und in Freizeitparks, zum Beispiel Achterbahnen oder Geisterbahnen. Sie werden als Bahnen bezeichnet und befördern auch Personen, haben aber keine Verkehrsfunktion, weil sie ihre Passagiere stets zum Ausgangspunkt zurückbringen. Ihr Zweck ist die Freude über die Fahrt selbst, respektive der Nervenkitzel. Ebenso dienen Spielzeugeisenbahnen und Modelleisenbahnen nicht der Personenbeförderung.
Für den Gütertransport innerhalb von Gebäuden existieren verschiedene Schienenförderanlagen, die für den automatischen Transport konzipiert sind.